# Binyavanga Wainaina
Kenneth Binyavanga Wainaina (Nakuru, 18 de janeiro de 1971 — Nairóbi, 21 de maio de 2019) foi um escritor, ativista pelos direitos LGBT e jornalista queniano. Em 2014, apareceu na lista de 100 pessoas mais influentes do ano pela Time.